# Парламентские выборы в Того (1994)
Всеобщие выборы в Того проходили 6 февраля (1-й тур) и 18 марта (2-й тур) 1994 года. Второй тур понадобился в 24 избирательных округах. Впервые с 1960-х годов в парламентских выборах могли участвовать различные партии после одобрения многопартийной системы на Конституционном референдуме 1992 года.
В результате правящее Объединение тоголезского народа с 35 местами парламента оказалось на втором месте, уступив оппозиционному Комитету действия за обновление, получившему 36 депутатских мест, который вместе с Тоголезским союзом за демократию получил большинство в Национальном собрании.

## Результаты
| Выбор                               | Голоса    | %    | Места | +/–   |
| ----------------------------------- | --------- | ---- | ----- | ----- |
| Комитет действия за обновление      |           |      | 36    | новая |
| Объединение тоголезского народа     |           |      | 35    | –42   |
| Тоголезский союз за демократию      |           |      | 7     | новая |
| Союз за справедливость и демократию |           |      | 2     | новая |
| Координация новых сил               |           |      | 1     | новая |
| Недействительных/пустых бюллетеней  | 37 407    | –    | –     | 0     |
| Всего                               | 1 300 741 | 100  | 81    | +4    |
| Зарегистрированных избирателей/Явка | 1 998 051 | 65,1 | –     | –     |
| Источник: Nohlen et al.             |           |      |       |       |

## Последующие события
После выборов Объединение тоголезского народа подала жалобу в Верховный суд, в результате которой три места были признаны недействительными (два выиграл Комитет действия за обновление и одно - Тоголезский союз за демократию). Тем не менее, они сохранили большинство в Национальном собрании и выдвинули на пост премьер-министра лидера Комитета действия за обновление Явови Агбоийбо. Однако президент Гнассингбе Эйадема отказался одобрить его кандидатуру и вместо этого назначил лидера Тоголезского союз за демократию Эдема Коджо. В результате Комитет действия за обновление вышел из коалиции и был заменён в правительстве Объединением тоголезского народа.
Дополнительные выборы для признанных недействительными трёх мест были проведены в августе 1996 года и все три места были выиграны Объединением тоголезского народа.